# مقاومة القص

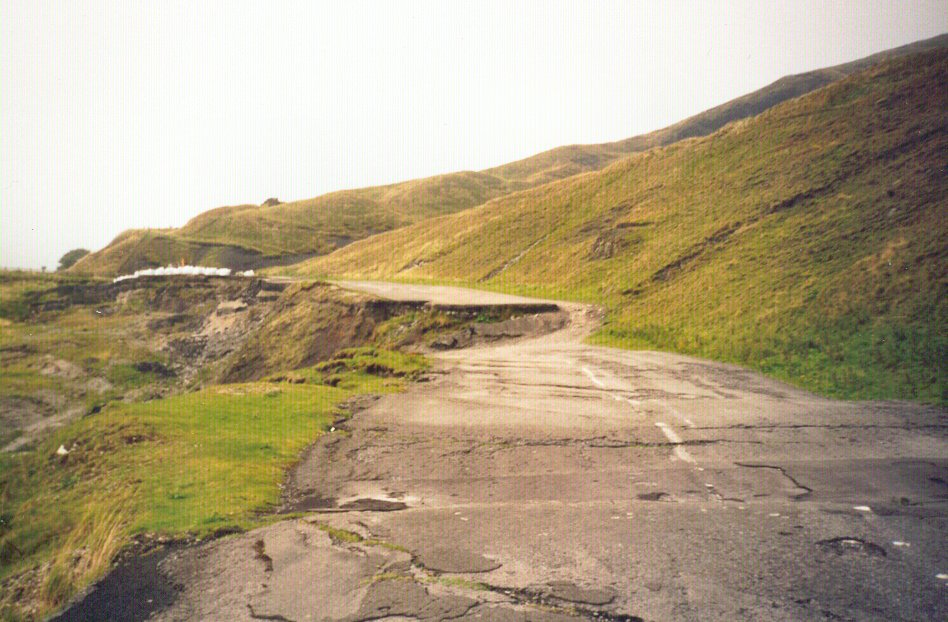

مقاومة القص في الهندسة هي مصطلح يستخدم لوصف مقاومة المادة أو عنصر الآلة لأحد أنواع الخضوع أو الفشل البنيوي حيث تنهار المادة أو عنصر الآلة نتيجة القص.
وتعتبر مقاومة القص في الهندسة الميكانيكية وهندسة الإنشاءات مهمة في تصميم الأبعاد والمواد المستخدمة في تصنيع وبناء عناصر الآلات (مثل الجوائز والبراغي). وفي الجوائز الخرسانية المقواة، يكون الهدف الأساسي من حديد التسليح زيادة مقاومة القص.
قد تتعرض المواد لما يسمى في الهندسة بالإجهادات، وهذه الإجهادات هي القوى التي تؤثر على المادة بأشكال مختلفة.
من هذه الإجهادات: إجهاد الضغط، وإجهاد الشد، وإجهاد القص.
إجهاد القص يحدث عندما تؤثر قوتان على المادة في اتجاهين متضادين ولكن لا تؤثران على نفس المكان فتؤديان إلى تحريك جزء من المادة في اتجاه والجزء الآخر في اتجاه آخر مما يؤدى إلى أحد شيئين:
1. الأول: كسر المادة أو ما يعرف في الهندسة بالقص.
2. الثاني: الخضوع وهو استجابة المادة للإجهاد فيتشوه شكل المادة متخذاً اتجاه القوة المؤثرة عليه.

ومقاومة القص هي خاصية في المادة تجعلها تقاوم إجهاد القص الواقع عليها فلا تنكسر أو يحدث لها خضوع.
في الهندسة المدنية والهندسة الميكانيكية تختار المواد أو تصمم بحيث تزيد مقاومة القص بالنسبة لها بسبب تعرضها لأحمال كثيرة ومن ثم إجهاد القص، فمثلاً: في الكمرات والأعمدة توضع ما يسمى بال(كانات) والهدف الأساسي منها هو زيادة مقاومة القص بالنسبة للكمرة أو العمود.
وتختلف مقاومة المواد لإجهاد القص، فالمواد القصفة مثل الحديد الزهر والخرسانة تنكسر عند تعرضها لإجهاد القص، أما المواد المطيلة مثل الألمونيوم فلا تنكسر.